# 薪谷翠
薪谷 翠（しんたに みどり、1980年8月15日 - ）は、和歌山県那賀町（現：紀の川市）出身の日本の女性柔道家。現在はミキハウス柔道部でコーチを務める。身長163cm。体重93kg。塚田真希とともに日本の女子柔道重量級を支えた選手のひとり。

## 略歴
柔道は小学校4年の時に始める。
中学1年の時には全国中学校柔道大会56kg超級で1年生にして優勝を果たした。
また、柔道の他に寝技強化のためにレスリングも習い始めて、同じく中学1年の時には全日本レスリング選手権大会75kg級に出場して史上最年少の12歳で優勝を飾ったものの、柔道の強化にはならないと判断してレスリングはやめた。
その後、大阪工業大学高等学校、筑波大学体育専門学群を経て、2003年にミキハウスに入社する。
2005年の世界選手権で念願の優勝を果たす。
2008年の全日本女子柔道選手権を最後に現役からの引退を表明。全日本柔道連盟の女子シニア及びミキハウス柔道部のコーチに就任した。
得意技は、燕返、小外刈。
燕返の他にも、内股すかしや大内返等の同じ後の先の技となる返し技や袖釣込腰といった、難しい技を数多く持ち合わせている。
また、一本背負投もよく使っていたが、膝の故障がきっかけとなって、体落をマスターした。
2013年3月には女子柔道強化選手への暴力問題で、連帯責任により受けていた戒告処分が取り消されることになった。しかし、新体制の代表チームコーチからは外れることになった。その後、代表チームにコーチとして復帰することになった。2016年10月には代表チームのコーチを退任した。

## 主な戦績
- 1993年 - 1994年 全国中学校大会 56kg超級 2連覇
- 1997年 全国高校選手権 78kg超級 優勝
- 2000年 全日本学生選手権 78kg超級 優勝
- 2000年 世界学生柔道 優勝
- 2001年 全日本女子柔道選手権 優勝
- 2001年 アジア柔道選手権 無差別級 優勝
- 2001年 世界選手権 78kg超級 銀メダル
- 2001年 ユニバーシアード 無差別級 優勝
- 2001年 福岡国際柔道大会 78kg超級 準優勝、無差別級 優勝
- 2002年 フランス国際柔道大会 78kg超級 優勝
- 2004年 アメリカ国際柔道大会 78kg超級 優勝
- 2005年 世界選手権 無差別級 金メダル
- 2006年 福岡国際柔道大会 78kg超級 3位、無差別級 優勝
- 2006年 アジア大会 78kg超級 銅メダル